# Paarse krokodil

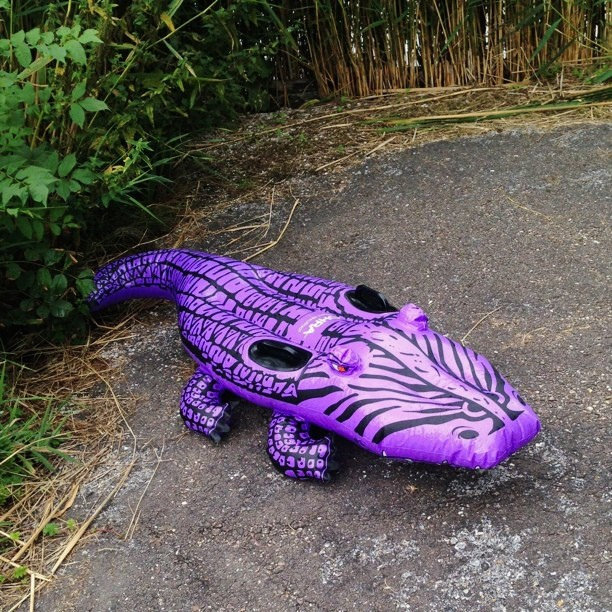
Een paarse krokodil

Paarse krokodil is een metafoor voor overdreven en klantonvriendelijke bureaucratie en regelzucht. Het begrip is afkomstig van een Nederlandse televisiereclamespot uit 2004 van verzekeringsmaatschappij OHRA.

## Scenario
Het reclamefilmpje toont een moeder die met haar dochtertje bij de informatiebalie van een zwembad komt. De moeder zegt dat de dochter een paarse opblaasbare krokodil heeft achtergelaten. Ze komen die nu ophalen. Het meisje ziet de krokodil in de hoek van de infobalie staan en verheugt zich er al op dat ze haar opblaasbeest over enkele ogenblikken terug zal hebben. Maar zo makkelijk gaat dat niet. De man onderbreekt zijn computerspelletje, likt aan zijn vinger, lijkt zich om te draaien om de krokodil te pakken, maar haalt in plaats daarvan verveeld een formulier uit de kast. De moeder moet het “in blokletters invullen en  morgenochtend tussen 9 en 10 inleveren bij de Dienst Recreatie”. De vrouw reageert verbaasd: “Maar hij staat daar”, wijzend naar de krokodil in de hoek. De man beaamt dat ("Ja, hij staat daar"), maar onderneemt geen actie.

## Symbool
De uitdrukking 'paarse krokodil' was een tijdje populair en alleen het noemen ervan gaf bij velen een reactie van herkenning van het probleem van een onredelijke bureaucratie. Politici gebruikten de uitdrukking om bijvoorbeeld deregulering aan de orde te stellen. Het televisieprogramma Barend en Van Dorp introduceerde naar aanleiding van het succes van de spot een onderdeel in het programma waarbij een Paarse Krokodil werd uitgedeeld aan bedrijven die volgens uitgenodigde gasten grossierden in een woud aan regels en starre klantonvriendelijkheid. De gemeente Den Haag lanceerde eind 2005 de groengele (vanwege de kleuren van de vlag van Den Haag) krokodil als middel om overdreven bureaucratisering binnen het ambtenarenapparaat tegen te gaan. 
De Wet van 14 december 2006 houdende wijziging van enkele belastingwetten ter vermindering van administratieve lasten heeft de officiële verkorte naam Wijzigingsplan 'Paarse krokodil' . Op dinsdag 12 december 2006 heeft de Eerste Kamer het wetsvoorstel Paarse Krokodil aangenomen.
In 2019 protesteerden huisartsen en andere zorgverleners tegen overbodige, vooral door zorgverzekeraars geëiste formulieren door er een paarse krokodil op te stempelen. Dit initiatief vond navolging in Vlaanderen waar in 2022 onder huisartsen werd opgeroepen om op attesten een stempel met een blauwe krokodil te plaatsen als protest tegen zinloze attesten.

## Wetenswaardigheden over het reclamefilmpje
- Omdat er geen paarse opblaaskrokodillen bleken te bestaan liet men voor het filmpje een groen exemplaar paars spuiten. Een ondernemer liet daarna paarse versies produceren om aan de ontstane vraag te voldoen.
- Het filmpje is opgenomen in het zwembad De Horst in Heerhugowaard. Dat zwembad is inmiddels gesloopt. In het nieuwe zwembad Waardergolf is de originele paarse krokodil te zien.
- De reclamespot[4] werd gemaakt door het bureau Van Walbeek Etcetera. De bedenkers waren Bart Oostindie en Antoine Houtsma.[5]
- Bij de verkiezing van beste reclamespot, de Gouden Loeki, eindigde het filmpje op de negende plek en viel daarmee buiten de prijzen.
- De paarse krokodil is enige tijd terug geweest in een OHRA-reclame. In 2018 verscheen een vervolg op het inmiddels dertien jaar oude spotje, dat benadrukt dat declareren met een app veel eenvoudiger is dan het invullen van papieren formulieren.
- Ook in 2019 was de paarse krokodil te zien in een OHRA-reclame. Ditmaal ging het om de reisverzekering van OHRA waarmee je ook verzekerd bent voor diefstal van je bagage tijdens je vakantie, zonder dat je daarvoor extra formulieren hoeft in te vullen. In dit spotje zag je een paarse krokodil die leegloopt.
- In 2022 is de paarse krokodil in het Defqon.1-concept 'Power Hour' gebruikt als sneer naar de regelgeving gedurende de coronapandemie.
- In 2024 was een scène van het Sinterklaasjournaal gebaseerd op deze reclamespot. Een moeder haalde met haar dochter een zak met cadeautjes op en daarbij deden de acteurs vrijwel dezelfde uitspraken als in het reclamefilmpje.

## Soortgelijke begrippen in andere talen
- In het Engels: Red tape
- In het Duits: Amtsschimmel
- In het Frans: Paperasserie